# Castanotherium sparsepunctatum
Castanotherium sparsepunctatum är en mångfotingart som beskrevs av Carl 1912. Castanotherium sparsepunctatum ingår i släktet Castanotherium och familjen Zephroniidae. Inga underarter finns listade i Catalogue of Life.